# 清水町 (福井県)
清水町（しみずちょう）は福井県嶺北地方北部にあった町。
2006年2月1日に隣接する福井市へ編入のため廃止となった。なお、廃止前にあった地名「清水町清水」が現在の福井市清水町となっている。
以下は地方自治体としての清水町があった当時の記述である。

## 地理
福井市の西側にあった町。

### 隣接していた自治体
- 福井市
- 鯖江市
- 越前町

## 歴史
- 1955年（昭和30年）7月28日 - 天津村、三方村及び志津村が合併して、清水町が発足する。
- 昭和40年代後半から住宅団地「グリーンハイツ」の整備が始まる。
- 2006年（平成18年）2月1日 - 福井市に編入する。

## 行政
- 町長 齋藤三哲（1999年10月から）

## 経済・産業
清水東地区の特産品は菅笠である。
- 産業人口（2005年国勢調査）
  - 第一次産業： 401人
  - 第二次産業： 1,908人
  - 第三次産業： 3,298人

## 姉妹都市・提携都市

### 国内
- 清水町（北海道 十勝支庁 上川郡）
- 清水町（静岡県 駿東郡）
- 清水町（和歌山県 有田郡、現在の有田川町）
  - 1979年10月3日、上記3町と姉妹町提携

## 交通

### 鉄道
なし
最寄の駅は福井駅･越前花堂駅

### 道路
高速道路、国道とも通っていない。
高速道路の最寄は北陸自動車道：福井IC、鯖江IC。

## 地域

### 健康
- 平均年齢 44.3歳（2005年国勢調査）

### 教育
- 町立清水東小学校
- 町立清水南小学校
- 町立清水西小学校
- 町立清水北小学校
- 町立清水中学校

## 出身有名人
- 児嶋眞平 - 工学者、福井大学学長、京都大学名誉教授
- 岩堀路子 - ミュージシャン（ナナ・イロ）
- 林ふみの - 漫画家
- 森川陽一郎 - 映像作家、元映画監督
- 植木庚子郎 - 政治家（元法務大臣・大蔵大臣）
- 島川丈男 - 実業家（やきとりの名門 秋吉の創業者）
- TAKAHI - レゲエミュージシャン